# UC-16号潜艇
陛下之UC-16号艇是德意志帝国海军于第一次世界大战期间建造的第一艘UC-II型近岸布雷潜艇或称U艇。它由汉堡的布洛姆与福斯船厂承建，于1916年2月1日新船下水，至同年6月18日交付使用。其全长49.35米，水面及水下排水量分别为417吨和493吨，艇载武器则包括三具鱼雷发射管、六具水雷滑射槽以及一门88毫米口径甲板炮。UC-16号入役后曾被部署至驻比利时的佛兰德区舰队，并参与了大西洋潜艇战。通过其十三次巡逻，共直接或间接击沉43艘协约国或中立国商船，容积总吨累计达43914吨。1917年10月，UC-16号在泽布吕赫附近失踪，推定为触雷沉没，艇内29名官兵全数阵亡。

## 设计
1915年秋天，由于中立国美国的干预，U艇战几乎陷入停顿，导致德国广泛开展《国际法》所允许的水雷战，从而使布雷潜艇的需求量相应增加。德意志帝国海军潜艇监察局（Inspektion des U-Bootwesens）的开发部门留意到了这一点，遂以UB-II型为基础，按照兼顾布雷效率和生产速度的要求，以41号工程的名义设计了UC-II型潜艇。为了弥补前型UC-I型的缺陷，UC-II型艇不仅更大，而且采用双轴推进系统。然而，与前型最主要的区别在于，UC-II型艇重新运用了双壳体结构。但它并非纯粹的双体潜艇，而是一种中间过渡型；因为外层没有封闭耐压壳体，而是作为鞍形水柜附在上方。
UC-16号是64艘UC-II型方案的首艇。这个亚型的艇体结构与UB-II型类似，但体积更大，全长为49.35米，并有3.06米的吃水深度；由于不再考虑铁路运输的装载限界，舷宽也得以增至5.22米。其水上和水下排水量分别为417吨和493吨。艇只采用两台猛狮六缸四冲程500匹公制馬力（370千瓦特）柴油机用于水面运行，以及两台460匹公制馬力（340千瓦特）的BBC电动发电机用于水下航行；水面最高航速11.6節（21.5每小時），水下7節（13每小時）；能够在水面以7節（13每小時）航速续航9,430海里（17,460），或以4節（7.4每小時）连续在水下航行55海里（102）而无需充电。其潜没需时约为35秒，能够在50米的深度下运作。
作为布雷潜艇，UC-16号改将六具布雷滑射槽安装在艇体前部，每具储存井内的水雷数量增至3枚，即合共18枚UC200型水雷。布雷时只需将存储井底部的盖板打开，水雷便可凭借自身重量滑入水中。随着滑射槽长度增加，艇体艏楼的上层建筑被抬高，上层建筑与司令塔之间的凹陷处布置了一门88毫米30倍径速射炮作为甲板炮。但由于位置相对较低，火炮甲板在恶劣海况下很容易被涌浪淹没。此外，UC-16号还装备有三具500毫米鱼雷发射管，这极大提升了潜艇的攻击能力。其中艇艏两具外置在两侧、艇艉一具则为内置式，并可搭载合共7枚G6型鱼雷。其标准船员编制为3名军官及23名水兵。

## 历史
UC-16号是汉堡布洛姆与福斯船厂承建的首批（UC-16至UC-24号）UC-II型潜艇的首艇，由国家海军办公室于1915年8月29日订购，建造编号为266。它于1916年2月1日新船下水，至同年6月18日交付使用。八天后，即6月26日，UC-16号在前UC-1号艇长、海军中尉埃贡·冯·韦尔纳的指挥下正式入役，随即展开海试。完成海试后，该艇独力启程前往泽布吕赫，至9月11日抵达并加入驻当地的佛兰德区舰队，成为海军佛兰德集团军的一份子。
在为期一年多的服役生涯中，UC-16号参与了大西洋潜艇战，足迹遍及北海的霍夫登以及加来和福克斯通周边水域。在十三次巡逻期间，UC-16号合共击沉43艘协约国或中立国商船，容积总吨累计达43914吨。其中，体积最大的受害者是注册吨位高达13405吨的英国远洋客轮阿劳尼亚号；它于1916年10月19日从纽约驶往伦敦途中，在距黑斯廷斯的君权灯船（Royal Sovereign Lightship）西南约2海里（3.7）处触雷沉没，成为一战期间遭U艇击沉的最大型船舶之一。此外，UC-16号也曾于1917年4月20日在英吉利海峡利用甲板炮击伤英国皇家海军的伪装Q船格伦号（HMS Glen）。UC-16号自1917年10月4日后失踪。根据战后德国的一项研究得出结论，该艇可能是在泽布吕赫附近触雷引爆后沉没，艇内29名官兵全数阵亡。

## 袭击历史摘要
| 日期           | 船名             | 船籍         | 吨位  | 结局 |
| -------------- | ---------------- | ------------ | ----- | ---- |
| 1916年9月23日  | 安德洛墨达号     | 英国         | 149   | 击沉 |
| 1916年9月23日  | 比奇伍尔德号     | 英国         | 129   | 击沉 |
| 1916年9月23日  | 不列颠尼亚三号   | 英国         | 138   | 击沉 |
| 1916年9月23日  | 鸡蛇号           | 英国         | 115   | 击沉 |
| 1916年9月23日  | 墨丘利号         | 英国         | 183   | 击沉 |
| 1916年9月23日  | 凤凰号           | 英国         | 117   | 击沉 |
| 1916年9月23日  | 雷菲诺号         | 英国         | 182   | 击沉 |
| 1916年9月23日  | 雷戈号           | 英国         | 176   | 击沉 |
| 1916年9月23日  | 无休号           | 英国         | 125   | 击沉 |
| 1916年9月23日  | 维耶拉号         | 英国         | 144   | 击沉 |
| 1916年9月23日  | 威尔斯比号       | 英国         | 122   | 击沉 |
| 1916年10月19日 | 阿劳尼亚号       | 英国         | 13405 | 击沉 |
| 1916年10月22日 | 福尔图娜号       | 荷蘭         | 1254  | 击沉 |
| 1916年11月11日 | 达佛涅号         | 挪威         | 1388  | 击沉 |
| 1916年11月11日 | 维罗妮卡号       | 英国         | 27    | 击沉 |
| 1916年11月13日 | 玛丽·特蕾泽号    | 法國         | 156   | 击沉 |
| 1916年11月14日 | 圣母进教之佑号   | 法國         | 81    | 击沉 |
| 1916年11月14日 | 诺米诺号         | 法國         | 327   | 击沉 |
| 1916年11月14日 | 金丝燕号         | 法國         | 125   | 击沉 |
| 1916年11月16日 | 莱利亚号         | 法國         | 79    | 击沉 |
| 1916年11月16日 | 瓦斯科号         | 英国         | 1914  | 击沉 |
| 1916年11月26日 | 卡路里克号       | 挪威         | 7012  | 击伤 |
| 1916年12月28日 | 萨福克号         | 英国         | 7573  | 击伤 |
| 1916年12月30日 | 山杨叶号         | 英国         | 7535  | 击伤 |
| 1917年1月18日  | 陶尔米纳号       | 義大利王國   | 2457  | 击沉 |
| 1917年1月19日  | 安娜号           | 挪威         | 1237  | 击沉 |
| 1917年1月19日  | 赖农加号         | 挪威         | 1147  | 击沉 |
| 1917年1月19日  | 特雷斯达尔号     | 挪威         | 1762  | 击沉 |
| 1917年1月21日  | 皇冠号           | 法國         | 169   | 击沉 |
| 1917年1月22日  | 朱诺号           | 荷蘭         | 2345  | 击伤 |
| 1917年1月23日  | 尤弥尔号         | 挪威         | 1123  | 击沉 |
| 1917年2月15日  | 利文号           | 英国         | 775   | 击沉 |
| 1917年2月26日  | 海鸥号           | 英国         | 144   | 击沉 |
| 1917年2月26日  | 圣日耳曼号       | 英國皇家海軍 | 307   | 击伤 |
| 1917年3月15日  | 科纳号           | 英国         | 1412  | 击沉 |
| 1917年4月20日  | 格伦号           | 英國皇家海軍 | 112   | 击伤 |
| 1917年7月27日  | 迪尔克号         | 荷蘭         | 81    | 击沉 |
| 1917年7月27日  | 迪尔克·范达因号  | 荷蘭         | 116   | 击沉 |
| 1917年7月27日  | 扬号             | 荷蘭         | 104   | 击沉 |
| 1917年7月27日  | 汤姆森少校号     | 荷蘭         | 110   | 击沉 |
| 1917年7月27日  | 范登堡总监号     | 荷蘭         | 111   | 击沉 |
| 1917年7月27日  | 斯泰纳三号       | 荷蘭         | 111   | 击沉 |
| 1917年7月28日  | 尼普顿一号       | 荷蘭         | 80    | 击沉 |
| 1917年8月16日  | 曼彻斯特工程师号 | 英国         | 4465  | 击沉 |
| 1917年8月17日  | 苏西号           | 英国         | 41    | 击沉 |
| 1917年8月18日  | 阿登斯号         | 英国         | 1274  | 击沉 |
| 1917年9月4日   | 毕晓普斯顿号     | 英国         | 2513  | 击沉 |
| 1917年9月7日   | 海尼莫阿号       | 英国         | 2283  | 击沉 |
| 1917年9月7日   | 西弗耶德号       | 挪威         | 2063  | 击沉 |

## 脚注
1. 1 2 3  Helgason, Guðmundur. . German and Austrian U-boats of World War I - Kaiserliche Marine - Uboat.net.   [2009-02-22].
2. ↑  Tarrant，第173頁.
3. 1 2 3  Gröner 1991，第31-32頁.
4. 1 2  Helgason, Guðmundur. . German and Austrian U-boats of World War I - Kaiserliche Marine - Uboat.net.   [2015-02-09].
5. ↑  Helgason, Guðmundur. . German and Austrian U-boats of World War I - Kaiserliche Marine - Uboat.net.   [2015-02-09].
6. ↑  陈进，第48頁.
7. ↑  陈进，第46頁.
8. ↑  Herzog，第139頁.
9. ↑  NARS，第62頁.
10. 1 2  Helgason, Guðmundur. . German and Austrian U-boats of World War I - Kaiserliche Marine - Uboat.net.   [2015-02-09].
11. ↑  Helgason, Guðmundur. . German and Austrian U-boats of World War I - Kaiserliche Marine - Uboat.net.   [2022-07-29].
12. ↑  Helgason, Guðmundur. . German and Austrian U-boats of World War I - Kaiserliche Marine - Uboat.net.   [2009-04-14].
13. ↑  Helgason, Guðmundur. . German and Austrian U-boats of World War I - Kaiserliche Marine - Uboat.net.   [2022-07-29].